# Granville, Ohio
Granville är en ort i Licking County i delstaten Ohio, USA.